# Bosque de Rothiemurchus

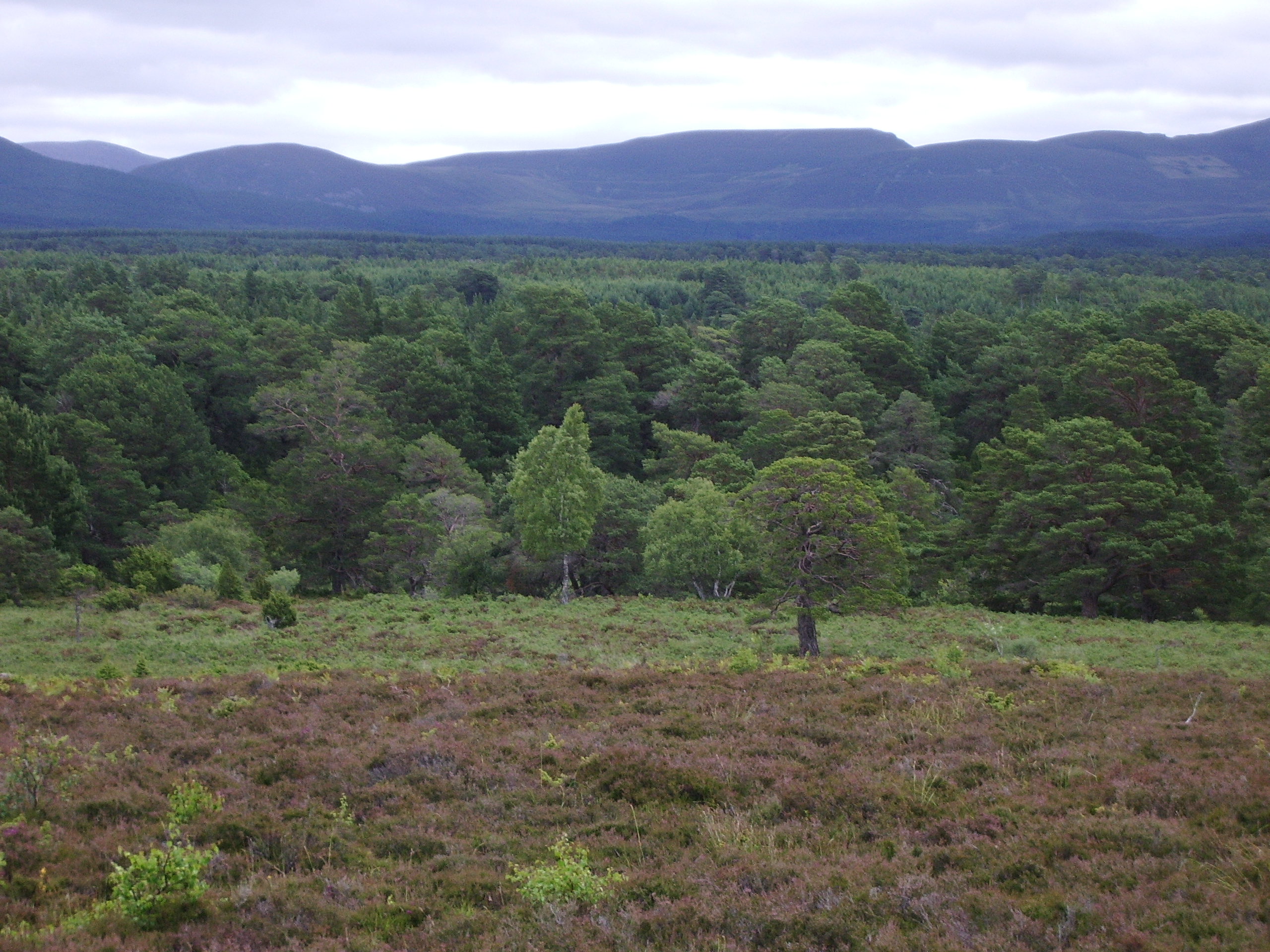
Bosque de Rothiemurchus.

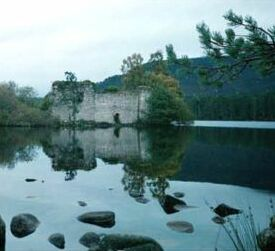
Ruinas de un castillo en el lago Loch an Eilein en Rothiemurchus Estate, cerca de Aviemore, Escocia.

El bosque de Rothiemurchus o Rothiemurchus Forest (es un resto del bosque caledonio cerca de Aviemore, Badenoch and Strathspey en Highland (Escocia).
El bosque es popular como lugar de ocio, pero contiene importantes especies animales, entre ellas, el águila pescadora, piquituerto escocés, urogallo, herrerillo capuchino y gato montés.
Extendiéndose desde el río Spey hasta la alta meseta montañosa, Rothiemurchus forma una de las regiones más apreciadas del parque nacional Cairngorms. Su esplendor natural de bosque, loch, glen y montaña ha atraído visitantes durante siglos.
La Rothiemurchus Estate, finca de las Tierras Altas en activo, es propiedad de la familia Grant desde el siglo XVI, y actualmente la lleva Johnnie Grant, 14.º Laird, su esposa Philippa y su familia.